# Egbert van Hoepen

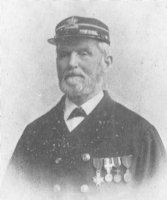
van Hoepen met zijn vier medailles

Egbert van Hoepen (Veere, 23 oktober 1834 – Vlissingen, 4 april 1921), eerst roeier, later schipper van de roeiboten waarmee loodsen op zeeschepen werden gebracht in de Schelde vanuit Vlissingen. Toen in 1875 het station van de reddingsboot der Zuid-Hollandsche Maatschappij tot redding van schipbreukelingen verplaatst werd van Zoutelande naar Vlissingen, werd aan schipper van Hoepen verzocht zich te belasten met het bevel daarover. De reddingsboot heette Koning Willem III. Op 1 november 1900 werd hem op eigen verzoek eervol ontslag verleend. Hij werd opgevolgd door F. Jilleba.
Egbert huwde op 24 augustus 1854 met Johanna Maria Monnier; hij werd vader van dertien kinderen. 
Deze zeeman heeft enige faam verworven omdat hij gedurende zijn leven enige tientallen mensen van de verdrinkingsdood heeft gered, vaak met gevaar voor eigen leven, waaronder zeelui die tijdens slecht weer op zee in moeilijkheden waren gekomen. Hij werd viermaal onderscheiden voor betoonde moed, waarvan tweemaal door de Nederlandse en eenmaal door de Belgische monarch.

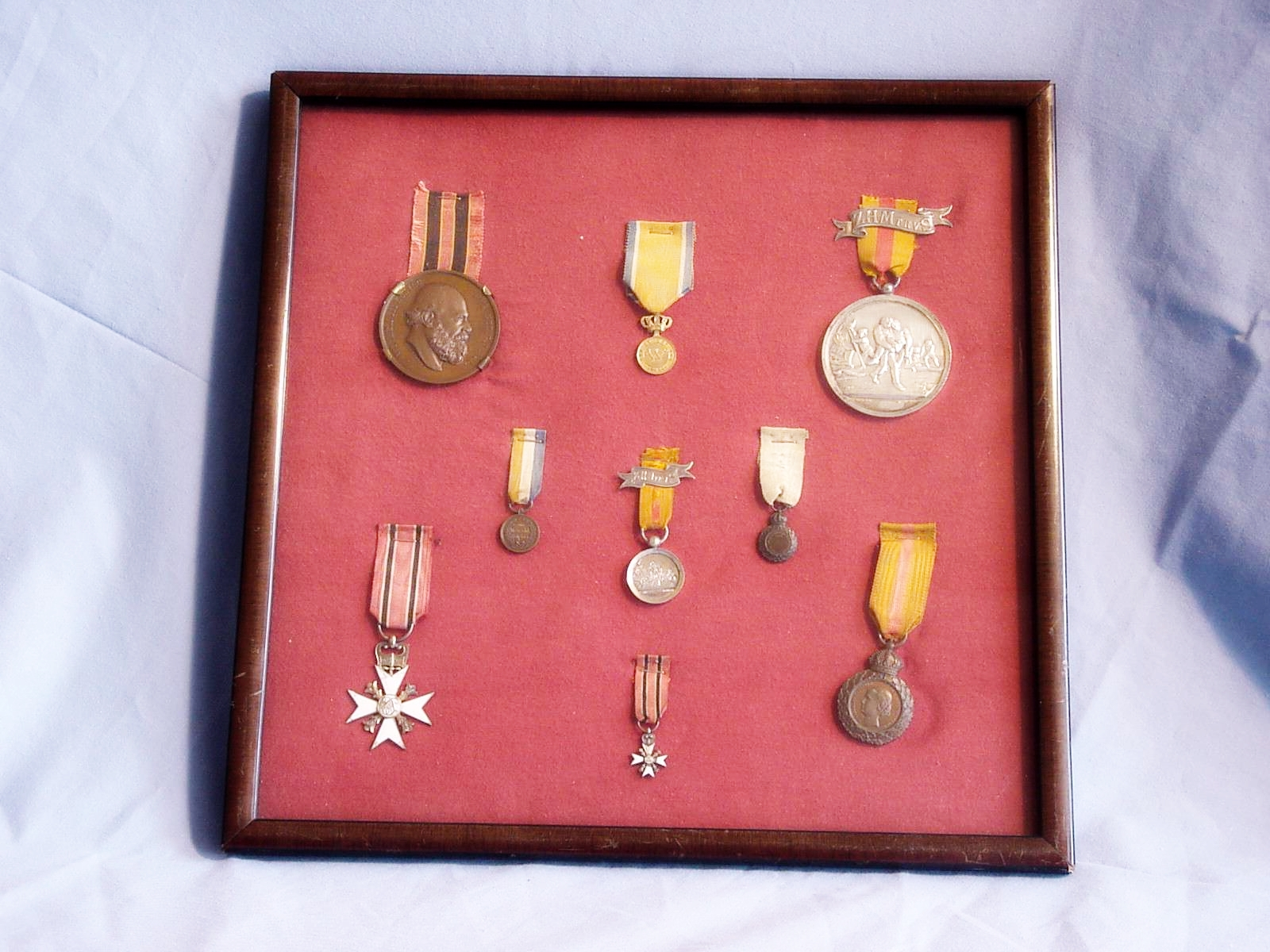
De medailles van Van Hoepen in het Zeeuws maritiem muZEEum